# Steve Smith (athlétisme)
Pour les articles homonymes, voir Steve Smith et Smith.
Steve Smith, né le 29 mars 1973 à Liverpool, est un athlète britannique spécialiste du saut en hauteur.

## Carrière
Il fait ses débuts sur la scène internationale à l'occasion des Championnats d'Europe junior de 1991, décrochant la médaille d'or avec 2,29 m. L'année suivante, il remporte les Championnats du monde juniors de Séoul avec un saut à 2,37 m, égalant le record du monde junior établi en 1990 par le Yougoslave Dragutin Topić. En 1993, Steve Smith se hisse sur la troisième marche du podium des mondiaux en salle et des Championnats du monde en plein air, réalisant 2,37 m lors des deux compétitions. 
Il se classe deuxième des Championnats d'Europe 1994 d'Helsinki derrière le Norvégien Steinar Hoen, et à égalité avec le Polonais Artur Partyka, auteur également de 2,33 m. Par ailleurs, Smith remporte la médaille d'argent des Jeux du Commonwealth, devancé par l'Australien Tim Forsyth. En 1996, il décroche la médaille de bronze des Jeux olympiques d'Atlanta avec la marque à 2,35 m.

## Palmarès
| Date | Compétition                    | Lieu          | Résultat | Marque |
| ---- | ------------------------------ | ------------- | -------- | ------ |
| 1991 | Championnats d'Europe juniors  | Thessalonique | 1er      | 2,29 m |
| 1992 | Championnats du monde juniors  | Séoul         | 1er      | 2,37 m |
| 1993 | Championnats du monde en salle | Toronto       | 3e       | 2,37 m |
| 1993 | Championnats du monde          | Stuttgart     | 3e       | 2,37 m |
| 1994 | Championnats d'Europe          | Helsinki      | 2e       | 2,33 m |
| 1994 | Jeux du Commonwealth           | Victoria      | 2e       | 2,32 m |
| 1995 | Championnats du monde          | Göteborg      | 4e       | 2,35 m |
| 1996 | Jeux olympiques                | Atlanta       | 3e       | 2,35 m |
| 1997 | Championnats du monde en salle | Paris         | 6e       | 2,25 m |
| 1999 | Championnats du monde en salle | Maebashi      | finale   | NM     |
| 1999 | Championnats du monde          | Séville       | finale   | NM     |

## Records
| Épreuve         | Épreuve      | Performance | Lieu            | Date                           |
| --------------- | ------------ | ----------- | --------------- | ------------------------------ |
| Saut en hauteur | En plein air | 2,37 m (NR) | Seoul Stuttgart | 20 septembre 1992 22 août 1993 |
| Saut en hauteur | En salle     | 2,38 m (NR) | Wuppertal       | 4 février 1994                 |